# Theo Immisch
Theodor Immisch (* 6. Juli 1925 in Zeitz; † 1. Juli 2004 ebenda) war ein deutscher Grafiker, Karikaturist und Cartoonist.

## Leben und Werk
Der Vater Immischs besaß in Zeitz ein Kaufhaus. Immisch absolvierte in Zeitz das Gymnasium und fiel dort bereits mit seinem Talent für karikaturistische Zeichnungen auf. Einer seiner Mitschüler war Peter Merseburger. Immisch musste als Soldat der Wehrmacht am Zweiten Weltkrieg teilnehmen.
Von 1946 bis 1949 machte er in Zeitz eine Lehre als Schaufenster-Dekorateur. Daneben begann er schon 1947, für Zeitungen Zeichnungen zu fertigen. 1948 erhielt er vom Vater Merseburgers einen Auftrag für die Gestaltung eines Theater-Werbehefts.
Von 1949 bis 1952 studiert Immisch bei Max Schwimmer an der Fachschule für angewandte Kunst in Leipzig. Danach arbeitete er als Gebrauchswerber und ab 1954 in Zeitz als freischaffender Künstler, vor allem als Karikaturist. Er war 1955 in der DDR wohl der Erste, der Collagen aus Fotografie und Zeichnung in der Karikatur einsetzte. Ab 1970 schuf er „Plastikaturen“, zumeist bemalte kleinkeramische Karikaturen. Immisch war einer der bekannteste und beliebtesten Karikaturisten der DDR. Er nahm in seinen, bis auf gelegentliche Anspielungen auf politische oder wirtschaftliche Schwierigkeiten der DDR, in der Regel unpolitischen Zeichnungen und Collagen den Alltag im menschlichen Zusammenleben aufs Korn. Immisch arbeitete für viele Zeitungen und Zeitschriften, u. a. Eulenspiegel, Wochenpost, Zeit im Bild bzw. Neue Berliner Illustrierte, Mitteldeutsche Zeitung und Volksstimme. So erschienen z. B. in der Wochenpost seine Karikaturen-Folgen Hein Hummel (1956), Kollegin Kurz (1958/1959), Otto Murks-meine Hand für mein Produkt (1960) und Steffi (1961).
35 Jahre lang war Immisch Hauszeichner der Geraer Volkswacht, der späteren Ostthüringer Zeitung, für die er über 7000 Blätter schuf. Bücher, Hefte und Kalender mit seinen Karikaturen, vor allem aus dem Eulenspiegel-Verlag, fanden weite Verbreitung. Außerdem übernahm er Aufträge für Trickfilme und Werbezwecke.
Karikaturen Immischs befinden sich u. a. in der Sammlung Satiricum, Zeitz.

## Publikationen mit Karikaturen Immischs (unvollständig)
- Wohin mit dem Klavier? Praktische Winke für zeitgemäße Heim- und Gartengestaltung. Eulenspiegel-Verlag, Berlin, 1969
- Edgar von Thaler: An die Glocke gehängt. Humor und Anekdoten um Christen, Kirche und ihre Würdenträger. Evangelische Verlagsanstalt, Berlin, 1972
- Hinaus in die Sterne. Eulenspiegel-Verlag, Berlin, 1975
- Auto-Biographie. Ein Leitfaden für Verkehrsteilnehmer. Eulenspiegel-Verlag, Berlin, 1977
- Alle Wetter! Eulenspiegel-Verlag, Berlin, 1982
- Wie das Leben so spielt. Verlag der Volkswacht, Gera, 1983
- Geschmunzelt und gelacht – Ist was, Doktor? Verband der Journalisten der DDR, Gebietsgruppe Zeitz, 1985
- Geschmunzelt und gelacht – In genau 45 Minuten, Gabi! Verband der Journalisten der DDR, Gebietsgruppe Zeitz, 1986
- Geschmunzelt und gelacht – Sendeschluss – Teil 2. Verband der Journalisten der DDR, Gebietsgruppe Zeitz, 1987
- Garten Auto Mode Ein kleiner Ratgeber. Verlag der Lausitzer Rundschau, 1987

- Humor, Witze und 40 Zeichnungen. Verband der Journalisten der DDR, Gebietsgruppe Zeitz; zwei Hefte, 1987 und 1988

## Ausstellungen (unvollständig)

### Einzelausstellungen
- 1985: Schwarza, Kulturhaus des Chemiefaserkombinats Schwarza
- 2015: Zeitz, Gewandhausgalerie („Theo Immisch – Zeitzer Karikaturist“)

### Ausstellungsbeteiligungen
- 1977/1978 und 1982/1983: Dresden, VIII. und IX. Kunstausstellung der DDR
- 1983: Leipzig, Informationszentrum am Sachsenplatz (Ausstellung der Sektion Karikatur und Pressezeichnung DDR-Süd im VBK)
- 1986: Greiz, Sommerpalais der Staatlichen Museen (4. Karikaturenbiennale der DDR mit „Satiricum“)
- 1986: Hannover, Wilhelm-Busch-Museum („Karikaturen und Cartoons aus der DDR“)
- 1990: Hannover, Wilhelm-Busch-Museum („Karikatoon 90“)
- 2009: Berlin, Vertretung des Landes Niedersachsen beim Bund („Eulenspiegel – Klassiker ostdeutscher Karikatur“)